# Військова медицина в Україні

Прапор Збройних сил України

Військова медицина в Україні — це система навчальних, науково-дослідних, лікувально-санаторних військово-медичних закладів, військових шпиталів-госпіталів України. Комплекс закладів військової медицини в мирних та військових умовах забезпечує діагностику та необхідне лікування військовослужбовців Міністерства оборони України, Державної прикордонної служби України, Служби безпеки України, Міністерства внутрішніх справ України, органів надзвичайних ситуацій та інших воєнізованих організацій держави.
У лютому 2020 року Міністерство оборони України створило Командування Медичних сил Збройних Сил України, якому наразі підпорядковані усі медичні підрозділи Збройних Сил України.

## Призначення і задачі
|                                                   |  |  |
| Пам'ятна монета НБУ присвячена військовим медикам |  |  |

Військова медицина займається практичним лікуванням військовослужбовців, які здійснюють військову службу в мирний час, а також під час військових дій чи військових навчань. До найважливіших розділів належать оперативне лікування вогнепальних поранень, надання допомоги при опроміненнях внаслідок вибуху ядерного заряду чи ліквідації катастроф на ядерних спорудах; а також лікування інфекційних захворювань, харчових та хімічних отруєнь тощо. Важливим напрямком є вивчення та розробка принципів визначення медичної та психологічної придатності особи до проходження військової служби в мирних та військових умовах, а також експертне визначення втрати здоров'я внаслідок бойових дій або проходження військової служби в мирний час і встановленні відповідної групи інвалідності, експертне визначення військово-лікарськими комісіями воєнізованих відомств зв'язку смерті військовослужбовця з вогнепальним  пораненням при захисті Батьківщини. Спеціальний розділ військової медицини присвячений організації лікувального процесу на різних стадіях евакуації поранених та загиблих військовослужбовців, медичному сортуванню хворих військовослужбовців під час військових навчань чи реальних бойових дій, який визначається категоріально як організація та тактика медичної служби в цивільних та військових умовах.
Найважливішими напрямками військової медицини є: військово-польова хірургія, військово-польова терапія, військова гігієна, військова токсикологія та радіологія, військова епідеміологія, організація та тактика медичної служби, управління повсякчасною діяльністю медичної служби.

## Військові навчальні заклади
Головним навчальним та науково-дослідницьким національним органом військової медицини в державі законодавством визнано Українську військово-медичну академію — вищий багатопрофільний військово-медичний навчальний та науковий заклад післядипломної освіти для медиків військових лікувальних закладів Міністерства оборони України, Державної прикордонної служби України, Міністерства внутрішніх справ України, Служби безпеки України, створений Міністерством охорони здоров'я України та Міністерством оборони України.

## Військові медичні заклади
До найважливіших лікувальних та науково-дослідних закладів військової медицини в державі належать:
- Головний військово-медичний госпіталь Міністерства оборони України
- Центральний клінічний госпіталь Державної прикордонної служби України
- Центральний госпіталь Служби безпеки України
- Центральний госпіталь Міністерства внутрішніх справ України
- Лікарня відновного лікування Міністерства внутрішніх справ України

У всіх військових лікарняно-госпітальних закладах діють медично-наукові кафедри Національного медичного університету імені О.Богомольця, а також структури для перепідготовки практикуючих медиків в рамках післядипломної освіти для Національної медичної академії післядипломної освіти імені П. Л. Шупика та усіх військово-медичних закладів України.
Всі військові госпіталі мають стаціонарні відділення за усіма сучасними напрямками військової медицини, спеціальні новітні реанімаційні відділення для оперативного лікування військовослужбовців з вогнестрільними пораненнями.
Разом з службами надзвичайних ситуацій держави розроблені заходи оперативного розгортання сучасних польових військових госпіталів під час військових навчань чи реальних бойових дій. Під час введення надзвичайного чи воєнного стану, усі військові госпіталі України спроможні до діяльності в екстремальних умовах військових дій, маючи для цього усю необхідну інфраструктуру, включно і в умовах ядерної війни з використанням ядерної зброї.